# Ephiales cretacea
Ephiales cretacea – gatunek chrząszcza z rodziny kózkowatych i podrodziny zgrzypikowych. Jedyny przedstawiciel rodzaju Ephiales.

## Zasięg występowania
Gatunek ten występuje w Ameryce Południowej, notowany w Gujanie Francuskiej, północnej Brazylii (stan Amazonas), Peru oraz Ekwadorze.